# Studio ČT24
Studio ČT24 je zpravodajský pořad České televize, vysílaný od září 2006 na stanici ČT24. Původně šlo o půlhodinový blok, ten se ale postupně rozšířil na tzv. kontinuální vysílání. Pořad se vysílá z pražského studia České televize, bývá doplněn o segmenty z regionálních studií ČT nebo o moderované bloky z exteriéru. 

## O pořadu
Pořad se vysílá každý všední den od 10 do 18 (případně 18:30) hodin na ČT24. Každou půlhodinu nabízí krátký zpravodajský blok, na který navazují aktuální rozhovory, reportáže a živé vstupy. Velkou část vysílání také zahrnují tiskové konference z Česka i zahraničí a přenosy z Poslanecké sněmovny nebo Senátu. V případě mimořádných událostí se pořad výhradně nebo téměř výhradně věnuje jednomu tématu – např. volby do Poslanecké sněmovny nebo zahájení českého předsednictví v Radě EU.
Studio ČT24 plynule navazuje na vysílání Studia 6, není v něm ale oddělená pozice hlavního moderátora a moderátora zpráv. Obvykle 2 hodiny v kuse vysílá jeden moderátor, poté je vystřídán. 
Moderátory pořadu aktuálně jsou Izabela Niepřejová, Mariana Novotná, Klára Radilová, Nikola Reindlová, Tereza Řezníčková, Petra Tuháčková, Roman Fojta, Daniel Takáč, Ondřej Topinka a Jiří Václavek. V minulosti Studio ČT24 moderovali např. Barbora Kroužková, Jana Peroutková, Daniela Písařovicová, Světlana Witowská, František Lutonský, Jakub Železný nebo Tomáš Drahoňovský.